# Marco Nuti
Pour les articles homonymes, voir Nuti.
Marco Nuti est un joueur italien de volley-ball, né le  10 février 1970 à Pontedera en Italie. Il mesure 1,90 m et joue Passeur.

## Clubs
| Club                        | Pays   | De        | À         |
| --------------------------- | ------ | --------- | --------- |
| Stamp Castelfranco          | Italie | 1993-1994 | 1995-1996 |
| Codyeco S.Croce             | Italie | 1996-1997 | 2000-2002 |
| Telephonica Gioia del Colle | Italie | 2002-2003 | 2002-2003 |
| Marmi Lanza Verona          | Italie | 2003-2004 | 2005-2006 |
| Tarante                     | Italie | 2006-2007 | 2007-2008 |
| Bre Banca Cuneo             | Italie | 2008-2009 | 2008-2009 |